# Shipping Wars
Shipping Wars (Guerra de envíos en Hispanoamérica, Transportes imposibles en España) es una serie de televisión del género telerrealidad transmitida por la cadena de televisión A&E, que comenzó a transmitirse el 10 de enero de 2012. El programa sigue a varios transportistas independientes que han descubierto que se puede hacer dinero con elementos que transportan para las compañías tradicionales, o bien no pueden por no cumplir el plazo. Compiten por cargas en subastas especiales cronometradas realizadas por la página uShip, la página en línea más grande del mundo de las subastas para los camioneros transportistas independientes.

## Descripción
En un episodio típico, los transportistas pujan en dos trabajos tipo subastas de envíos enumeradas en uShip, en un formato de subasta inversa. Cada cliente tiene la posibilidad de adjudicarse el trabajo, ya sea a la oferta más baja, o a un postor más alto basado en las recomendaciones de los clientes anteriores, aunque en el programa, esto rara vez, o nunca, sucede. Los empates se rompen a favor de la compañía con la más alta calificación promedio de retroalimentación. Los Ganadores cargan su carga y tratan de entregarlo intacto por el plazo de entrega. Los Grados de puntaje que dan los clientes se muestran cuando las cargas se entregan. Al final del episodio, la utilidad o pérdida neta de cada portadora se anota en la pantalla, con los gastos (combustible, mano de obra, sanciones tarde a la entrega, multas, etc.) se deducirá de la cantidad de la oferta para determinar el beneficio global o la pérdida. A veces, un transportista se encargará de transportar una o más cargas en el mismo viaje, con el dinero extra figuró en su / su cuenta, o no será capaz de completar un trabajo debido a preocupaciones sobre la carga de tamaño / peso o la seguridad vial.

## Participantes
transportista principal      transportista anterior      Temporada Parcial
| Transportista                                      | Temporada 1 | Temporada 2 | Temporada 3 | Temporada 4 | Temporada 5 | Temporada 6 | Temporada 7 |
| -------------------------------------------------- | ----------- | ----------- | ----------- | ----------- | ----------- | ----------- | ----------- |
| Marc Springer ("El Camionero")                     |             |             |             |             |             |             |             |
| Jennifer Brennan ("La vaquera")                    |             |             |             |             |             |             |             |
| Jarrett Joyce ("El Novato")                        |             |             |             |             |             |             |             |
| Dusty Davies ("El Prodigio")                       |             |             |             |             |             |             |             |
| Todd and Tamera Sturgis ("La Doble Amenaza")       |             |             |             |             |             |             |             |
| Jessica Samko ("La guerrera de la carretera")      |             |             |             |             |             |             |             |
| Suzanne and Scott Bawcom ("Los Veteranos")         |             |             |             |             |             |             |             |
| Roy Garber ("The Handyman")                        |             |             |             |             |             |             |             |
| Christopher Hanna and Robbie Welsh ("Los Novios")  |             |             |             |             |             |             |             |
| Courtney Carter and Chelsea Chirila ("Las Rubias") |             |             |             |             |             |             |             |

### La muerte de Roy Garber
Roy Garber murió el viernes 17 de enero de 2014. De acuerdo a las principales agencias de noticias, se supo que sufrió un ataque al corazón y fue trasladado a urgencias en un hospital de Texas, donde murió poco después en la compañía de su mejor amigo Fimv. Tenía 49 años de edad. Él era un miembro del reparto principal de las temporadas 1 a 5 y estuvo en los dos primeros episodios de la temporada 6.
Roy ya tenía algún tiempo presentando un problema en el corazón, situación esta que fue confirmada por sus propios familiares.

## Difusiones internacionales
En el Reino Unido, Shipping Wars se difunde en History Channel, H2 y más 4 canales de TV.
La serie se estrenó en Canadá en OLN ; que se transmite actualmente en CMT Canadá.
En España el programa se transmite por el canal en abierto Mega (España) del Grupo Atresmedia, A&E y por Blaze.
En México, Venezuela, Argentina y Panamá el programa es transmitido por A&E
En Chile es posible verlo a través de History Channel

## Recepción
David Wiegand del San Francisco Chronicle dice que el espectáculo está "bien hecho y es divertido de ver". David Knowles de The Hollywood Reporter dice: "Aunque el esquema de la edición es de ritmo rápido, se las arregla para mantener el punto y haga clic en la licitación de la sensación tan graciosa como las subastas en Internet son en la vida real, los golpes implacablemente rápidos de diálogo y la acción hacen que las actuaciones se sienten como un teaser más que un programa real ". Monica Hesse de The Washington Post afirma, "Shipping Wars está sobre todo, en un perfectamente embalado tronco y posee el éxtasis de no tener ni una pulgada de sobra ".

## Shipping Wars UK
El 5 de enero de 2014, Channel 4 emitió el piloto de la versión británica de Shipping Wars titulado Shipping Wars UK. El formato sigue de cerca a la versión estadounidense. El piloto recibió más de un millón de espectadores y, el 9 de abril de 2014, se anunció que 20 episodios habían sido encargados. Cada episodio se ejecutará con un formato de 45 minutos y será producido por Megalomedia.